# Руднев, Юрий Иванович
Юрий Иванович Руднев (9 мая 1935, Полетаевский район, Тамбовская область, СССР — 7 августа 2010, Москва) — советский и российский дипломат, генеральный консул СССР в Саппоро, Япония (1980—1985).

## Биография
Юрий Иванович Руднев родился 9 мая 1935 года в деревне Новая Полетаевского района Тамбовской области (ныне в составе Токарёвского района) в семье рабочего. С десятилетнего возраста воспитывался в детдоме. В 1950 году окончил семилетку и по рекомендации Бахчисарайского детдома поступил в спецшколу ВВС города Еревана. В 1953 году окончил спецшколу, но по состоянию здоровья (из-за зрения) не смог продолжить учёбу в лётном военном училище и поступил в Московский Институт Востоковедения. В 1954 году в связи с реорганизацией был переведён в Московский институт международных отношений МИД СССР. В 1960 году окончил институт и был направлен на работу в Посольство СССР в Японии. После этого работал на следующих должностях:
- 1960—1963 — дежурный референт, посольство СССР в Японии
- 1963—1965 — референт, Дальневосточный отдел МИД СССР
- 1965 — атташе, Дальневосточный отдел МИД СССР, затем 5-й Европейский отдел МИД СССР
- 1965—1968 — атташе, посольство СССР в Республике Кипр
- 1968—1969 — третий секретарь посольства СССР в Республике Кипр
- 1969—1971 — слушатель Высшей Дипломатической Школы МИД СССР
- 1971—1974 — второй секретарь, 2-й Дальневосточный отдел МИД СССР
- 1974—1978 — консул, генеральное консульство СССР в Осаке, Япония
- 1978—1980 — советник, 2-й Дальневосточный отдел МИД СССР
- 1980—1985 — генеральный консул СССР в Саппоро, Япония[1]
- 1985—1986 — эксперт, Отдел Тихоокеанских Стран МИД СССР
- 1986—1991 — старший советник, Управление оценок и планирования МИД СССР
- 1991—1993 — советник, посольство СССР в Японии
- 1993—1994 — старший советник, Управление вспомогательных ресурсов МИД СССР
- 1994—1995 — старший советник, 2-й департамент Азии МИД СССР
- 1995—1997 — советник, посольство России в Бангладеш
- 1997—1999 — консул-советник, генеральное консульство Российской Федерации в Саппоро, Япония

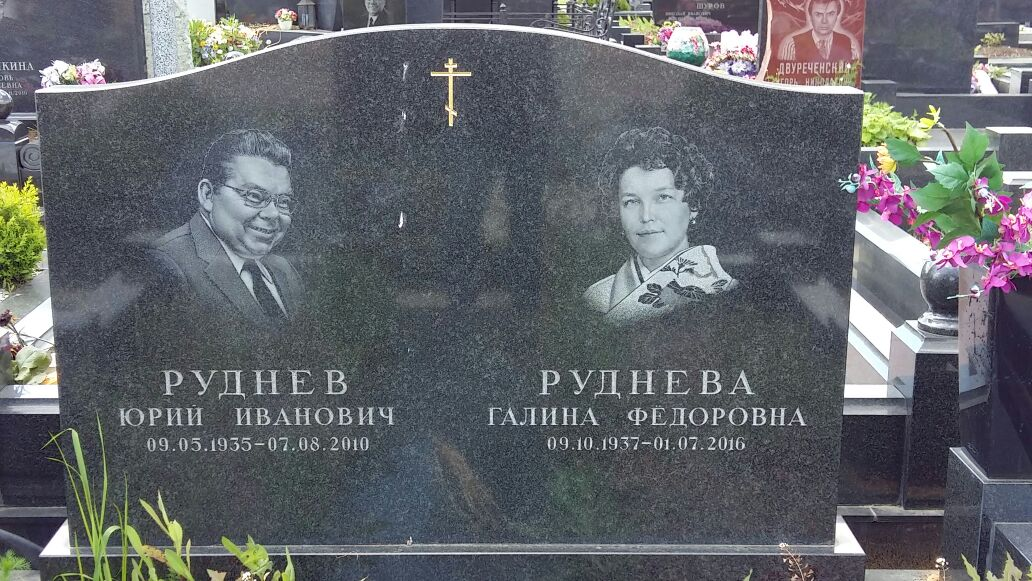

В 1982 году указом Президиума Верховного Совета СССР присвоен дипломатический ранг чрезвычайного и полномочного посланника 2-го класса.
С 1994 года оказывал содействие центру международной общественной благотворительной организации «Центр народной помощи „Благовест“». C 1999 года вышел в отставку и на пенсию. Был дважды женат (первый брак с 1957 по 1974 год). Есть сын от первого брака и двое внуков. Награждён юбилейной медалью «В память 850-летия Москвы» и медалью «Ветеран Труда». Является автором издания «Русско-японский разговорник для рыбоохраны» (издательство «ИМО»). Скончался 7 августа 2010 года в Москве. Похоронен на Троекуровском кладбище.